# Elecciones a la Cámara de Representantes de los Estados Unidos de 2010 en Colorado
Las elecciones a la Cámara de Representantes de los Estados Unidos de 2010 en Colorado fueron unas elecciones que se hicieron el 2 de noviembre de 2010 para escoger a los 7 representantes por el estado de Colorado. De los 7 distritos congresionales en juego, 3 lo ganaron los Demócratas y 4 los Republicanos.